# Владимир Станимировић
Владимир Станимировић (Шабац, 8. децембар 1881 — Београд, 6. фебруар 1956) био је српски правник, књижевник и преводилац.
Био је најбољи ученик шабачке гимназије (1895). Правник. Један од оснивача часописа Словенски југ. Сарадник листа Српске новине (Крф). Књижевник и преводилац. Књиге: Књига стихова (1920), Изгнаници: албанска одисеја у 3 дела (1924), Пољска болница: комад у стиховима (1928) и др. Преводи (са словеначког и бугарског). Радови: у публикацијама Искра, Српски књижевни гласник, Дело, Бранково коло, Босанска вила и др.
Аутор је стихова, уклесаних на споменику преминулих војника и официра Дринске дивизије у селу Агиос Матеосу, на Крфу:
На хумкама у туђини
Неће српско цвеће нићи.
Поручите нашој деци:
Нећемо им никад стићи.
Поздравите отаџбину,
Пољубите родну груду.
Спомен борбе за Слободу
Нека ове хумке буду.